# Love Runs Out
Love Runs Out è un singolo del gruppo musicale statunitense OneRepublic, pubblicato il 14 aprile 2014 come quinto estratto dal terzo album in studio Native.

## Descrizione
Il brano è stato prodotto da Ryan Tedder, che ha co-scritto la canzone con Brent Kutzle, Drew Brown, Zach Filkins, e Eddie Fisher. Originariamente pensato per essere pubblicato come il primo singolo estratto da Native, è stato passato sopra a favore di If I Lose Myself. Tedder ha detto a Capital FM: "Abbiamo un nuovo quarto singolo in arrivo che non è nemmeno presente nell'album. Non posso citare la data precisa, ma non abbiamo potuto finire il coro per inserirlo nell'ultimo lavoro e non si può avere una canzone senza un coro giusto.

## Tracce
Download digitale
1. Love Runs Out – 3:44

CD
1. Love Runs Out – 3:44
2. Love Runs Out (Extend Version) – 4:05
3. Counting Stars (Mico C remix edit) – 3:18

CD Single Remix
1. Love Runs Out (Passion Pit Remix) – 5:00
2. Love Runs Out (Grabbitz Remix) – 3:20
3. Love Runs Out (Disciples Remix) – 4:59

## Formazione
- Ryan Tedder – voce, pianoforte
- Zach Filkins – chitarra, cori
- Drew Brown – pianoforte, cori
- Brent Kutzle – basso, cori
- Eddie Fisher – batteria, percussioni

Altri musicisti
- Brian Willett – percussioni

## Classifiche
| Classifica (2014)         | Posizione massima |
| ------------------------- | ----------------- |
| Australia                 | 22                |
| Austria                   | 3                 |
| Belgio (Fiandre)          | 1                 |
| Belgio (Vallonia)         | 33                |
| Bulgaria                  | 25                |
| Canada                    | 4                 |
| Danimarca                 | 13                |
| Francia                   | 76                |
| Germania                  | 3                 |
| Irlanda                   | 14                |
| Israele                   | 4                 |
| Italia                    | 17                |
| Nuova Zelanda             | 20                |
| Paesi Bassi               | 29                |
| Polonia                   | 5                 |
| Portogallo                | 44                |
| Regno Unito               | 3                 |
| Repubblica Ceca           | 19                |
| Romania                   | 58                |
| Scozia                    | 1                 |
| Slovacchia                | 19                |
| Slovenia                  | 26                |
| Spagna                    | 10                |
| Stati Uniti               | 15                |
| Stati Uniti (adult pop)   | 4                 |
| Stati Uniti (alternative) | 9                 |
| Stati Uniti (digital)     | 11                |
| Stati Uniti (pop)         | 9                 |
| Stati Uniti (radio)       | 8                 |
| Stati Uniti (rock)        | 48                |
| Svezia                    | 31                |
| Svizzera                  | 3                 |
| Ungheria                  | 3                 |

### Classifiche di fine anno
| Classifica (2014) | Posizione |
| ----------------- | --------- |
| Italia            | 69        |